# Menidia
Menidia es un género de peces marinos de la familia aterinópsidos. Las especies de este género se distribuyen unas por mares de las costas del océano Atlántico y otras son de agua dulce que sólo viven en ríos, todas ellas tanto de América del Norte como de América Central.

## Especies
Se reconocen las siguientes ocho especies:
- Menidia audens Hay, 1882 - plateadito del Misisipi
- Menidia beryllina (Cope, 1867) - plateadito salado
- Menidia clarkhubbsi Echelle y Mosier, 1982 - plateadito de Texas
- Menidia colei Hubbs, 1936 - plateadito de Progreso
- Menidia conchorum Hildebrand y Ginsburg, 1927 - plateadito de Florida
- Menidia extensa Hubbs y Raney, 1946 - plateadito del Waccamaw
- Menidia menidia (Linnaeus, 1766) - pejerrey del Atlántico
- Menidia peninsulae (Goode y Bean, 1879) - plateadito playero